# Popis hrvatskih veleposlanika u Panami
Republika Hrvatska i Republika Panama održavaju diplomatske odnose od 12. lipnja 1996. Sjedište veleposlanstva je u Washingtonu.

## Veleposlanici
Hrvatska nema rezidentno veleposlanstvo u Panami. 
Veleposlanstvo Republike Hrvatske u Sjedinjenim Američkim Državama pokriva Sjedinjene Meksičke Države, Savezne Države Mikronezije i Republike Maršalove Otoke, Palau i Panamu.
| Veleposlanik             | Postavljenje      | Opoziv             | Sjedište   |
| ------------------------ | ----------------- | ------------------ | ---------- |
| Neven Jurica             | 26. travnja 2005. | 9. veljače 2008.   | Washington |
| Kolinda Grabar-Kitarović | 31. srpnja 2008.  | 27. srpnja 2011.   | Washington |
| Josip Paro               | 14. lipnja 2012.  | 31. kolovoza 2017. | Washington |
| Pjer Šimunović           | 9. veljače 2018.  |                    | Washington |

## Vanjske poveznice
- Panama na stranici MVEP-a